# Япис, Мике
Ми́ке Я́пис-Ви́ссер (нидерл. Mieke Jaapies-Visser; 7 августа 1943, Вормервер) — голландская гребчиха-байдарочница, выступала за сборную Нидерландов в конце 1960-х — начале 1970-х годов. Серебряная призёрша летних Олимпийских игр в Мюнхене, обладательница двух серебряных медалей чемпионатов мира, чемпионка многих регат национального и международного значения.

## Биография
Мике Япис родилась 7 августа 1943 года в городе Вормервере, Северная Голландия.
Первого серьёзного успеха на взрослом международном уровне добилась в 1968 году, когда попала в основной состав голландской национальной сборной и благодаря череде удачных выступлений удостоилась права защищать честь страны на летних Олимпийских играх 1968 года в Мехико — в одиночках на пятистах метрах финишировала в финале восьмой, тогда как в двойках на той же дистанции показала в решающем заезде шестой результат.
В 1970 году Япис побывала на чемпионате мира в Копенгагене, откуда привезла награду серебряного достоинства, выигранную в зачёте одиночных байдарок на дистанции 500 метров — в финале её обошла только советская гребчиха Людмила Пинаева. Год спустя выступила на аналогичных соревнованиях в югославском Белграде и снова выиграла серебро в одиночках на пятистах метрах, вновь уступив Пинаевой. Будучи в числе лидеров гребной команды Нидерландов, благополучно прошла квалификацию на Олимпийские игры 1972 года в Мюнхене — на сей раз в одиночках добыла серебро, проиграв Юлии Рябчинской из СССР, в то время как в двойках в финальном заезде пришла к финишу седьмой.
Вскоре по окончании мюнхенской Олимпиады приняла решение завершить карьеру профессиональной спортсменки, уступив место в сборной молодым голландским гребчихам. Впоследствии вышла замуж и сменила фамилию на Виссер.